# Philip Monckton
John Philip Monckton (8 de abril de 1952) es un deportista canadiense que compitió en remo. Participó en dos Juegos Olímpicos de Verano en los años 1976 y 1984, obteniendo una medalla de bronce en Los Ángeles 1984 en la prueba de cuatro scull.

## Palmarés internacional
| Juegos Olímpicos | Juegos Olímpicos             | Juegos Olímpicos  | Juegos Olímpicos |
| Año              | Lugar                        | Medalla           | Prueba           |
| ---------------- | ---------------------------- | ----------------- | ---------------- |
| 1984             | Los Ángeles (Estados Unidos) | Medalla de bronce | Cuatro scull     |